# Jennifer Garner

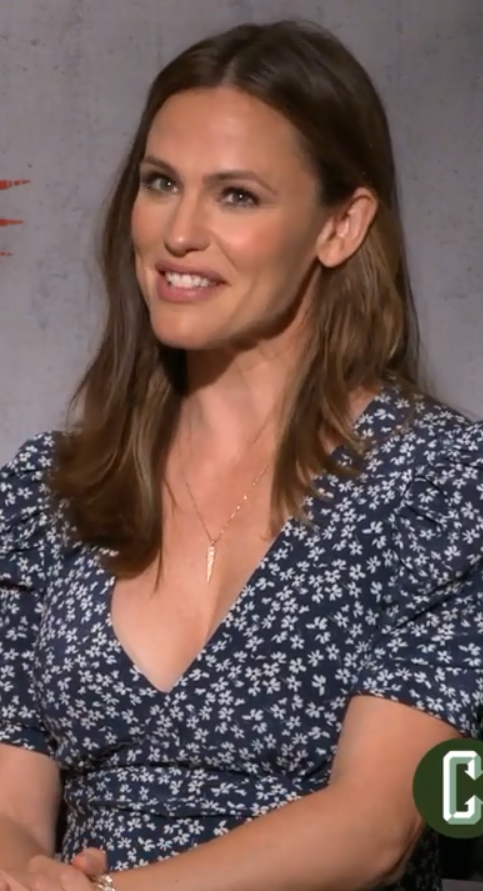
Jennifer Garner (2018)

Jennifer Anne Garner (* 17. April 1972 in Houston, Texas) ist eine US-amerikanische Schauspielerin. Sie ist unter anderem Golden-Globe-Preisträgerin.

## Leben und Karriere
Jennifer Garner wuchs als zweite von drei Schwestern in Charleston (West Virginia) auf. Mit viel Begeisterung für die Bühnenarbeit nahm sie jahrelang Ballettunterricht. Wie sie selbst eingestanden hat, war sie dafür allerdings wenig talentiert.
Nach ihrem High-School-Abschluss besuchte sie ab 1990 die Denison University in Ohio, zunächst mit dem Hauptfach Chemie. Später wechselte sie zum Theater, da erneut die Bühne lockte. Nach ihrem Universitätsabschluss 1994 zog sie nach New York, wo sie am Theater als Hilfskraft arbeitete. Etwas später gelangte sie an ihre ersten kleinen Rollen im Fernsehen, beispielsweise in der Serie Significant Others.
Schließlich zog Garner nach Los Angeles, wo sie ihren Unterhalt als Tischanweiserin in einem Restaurant verdiente und allmählich auch zu weiteren Fernsehrollen kam. Im Jahr 2000 heiratete sie den Schauspielkollegen und Filmproduzenten Scott Foley, 2003 ließ sie sich von ihm scheiden. Danach hatte sie eine kurze Beziehung mit ihrem Schauspielkollegen Michael Vartan.
Ihre erste Hauptrolle bekam sie 2001 in der erfolgreichen Actionserie Alias – Die Agentin von J. J. Abrams. Für die Rolle der Sydney Bristow erhielt sie 2002 einen Golden Globe in der Kategorie Beste Schauspielerin einer Dramaserie. Ein erster Anlauf, auch in Hauptrollen auf der Leinwand Karriere zu machen, gelang ihr 2004 mit der Komödie 30 über Nacht recht erfolgreich. Mit Elektra nahm sie 2003 als Titelfigur eine Nebenrolle aus der Comic-Verfilmung Daredevil wieder auf. Der Streifen war in den US-Kinos mittelmäßig erfolgreich.
2013 spielte sie an der Seite von Matthew McConaughey eine Nebenrolle in Jean-Marc Vallées Film Dallas Buyers Club.
Ab 2004 war Garner mit ihrem Schauspielkollegen Ben Affleck liiert. Sie heirateten am 29. Juni 2005 in der Karibik, am 1. Dezember 2005 wurde ihre erste Tochter geboren. Am 6. Januar 2009 kam die zweite gemeinsame Tochter zur Welt, am 27. Februar 2012 folgte der erste gemeinsame Sohn. Garner nahm den Nachnamen ihres Mannes an und hieß seitdem Jennifer Affleck. Sie behielt aber den Namen Garner als Künstlernamen.
Am 30. Juni 2015, einen Tag nach ihrem zehnten Hochzeitstag, gaben Garner und Affleck bekannt, dass sie sich scheiden lassen.
Am 20. August 2018 wurde sie mit dem 2641. Stern auf dem Hollywood Walk of Fame geehrt. Die Filme The Adam Project von 2022 und 30 über Nacht von 2004 basieren beide auf Zeitreisen und weisen viele Parallelen auf. Jennifer Garner und Mark Ruffalo spielen in beiden Filmen, die etwa 18 Jahre auseinanderliegen, ein Paar.
Neben ihrer Schauspielkarriere ist Garner als Landwirtin tätig und hat 2017 eine Farm, die sich seit langem im Familienbesitz befindet, übernommen. Sie lässt diese im Wesentlichen von ihrem Onkel und ihrer Tante bewirtschaften. 2018 entstand daraus das Projekt „Once Upon a Farm“, bei dem aus ökologisch angebautem Obst und Gemüse Babynahrung entsteht.

## Filmografie (Auswahl)
- 1995: Zoya

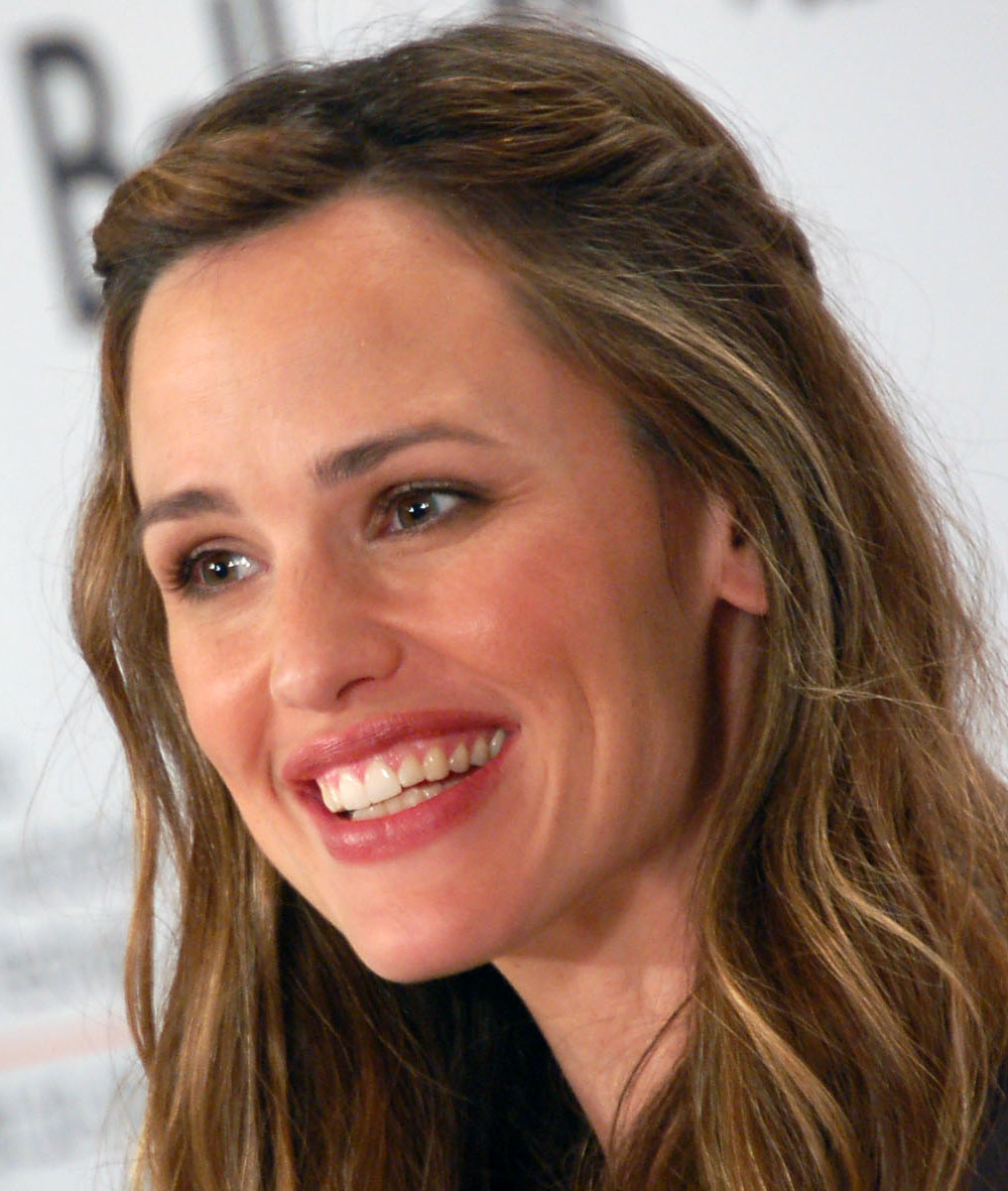
Garner 2009 auf dem Toronto International Film Festival

- 1996: Law & Order (Fernsehserie, Folge 6x23 Aftershock)
- 1996: Chaos City (Fernsehserie, Folge 1x10 The Competition)
- 1996: Die Glut der Gewalt (Harvest of Fire)
- 1996: Swift Justice (Fernsehserie, Folge 1x07 No Holds Barred)
- 1996: Dead Man’s Walk – Der tödliche Weg nach Westen (Dead Man’s Walk, Fernsehserie, zwei Folgen)
- 1997: Rose Hill
- 1997: Harry außer sich (Deconstructing Harry)
- 1997: Washington Square
- 1997: Mr. Magoo
- 1997: The Player (Fernsehfilm)
- 1997: In Harm’s Way
- 1998: 1999
- 1998: Significant Others (Fernsehserie, sechs Folgen)
- 1998–2001: Felicity (Fernsehserie, drei Folgen)
- 1999: Pretender (The Pretender, Fernsehserie, Folge 3x13 Pool)
- 1999–2000: New York Life – Endlich im Leben! (Time of Your Life, Fernsehserie, 19 Folgen)
- 1999: Erdbeben-Inferno: Wenn die Welt untergeht (Aftershock: Earthquake in New York)
- 2000: Ey Mann, wo is’ mein Auto? (Dude, Where’s My Car?)
- 2001: Pearl Harbor
- 2001: Stealing Time
- 2001–2006: Alias – Die Agentin (Alias, Fernsehserie, 105 Folgen)
- 2002: Catch Me If You Can
- 2003: Daredevil
- 2004: 30 über Nacht (13 Going on 30)
- 2004: The Animated Alias: Tribunal (Stimme)
- 2005: Elektra
- 2006: Wilbur und Charlotte (Charlotte’s Web, Stimme)
- 2006: Lieben und lassen (Catch and Release)
- 2007: Operation: Kingdom (The Kingdom)
- 2007: Juno
- 2009: Der Womanizer – Die Nacht der Ex-Freundinnen (Ghosts of Girlfriends Past)
- 2009: Lügen macht erfinderisch (The Invention of Lying)
- 2010: Valentinstag (Valentine’s Day)
- 2011: Arthur
- 2011: Alles in Butter (Butter, auch Produktion)
- 2012: Serena (Kurzfilm)
- 2012: Das wundersame Leben von Timothy Green (The Odd Life of Timothy Green)
- 2013: Dallas Buyers Club
- 2014: Draft Day
- 2014: #Zeitgeist (Men, Women & Children)
- 2014: Die Coopers – Schlimmer geht immer (Alexander and the Terrible, Horrible, No Good, Very Bad Day)
- 2015: Mr. Collins’ zweiter Frühling (Danny Collins)
- 2016: Mother’s Day – Liebe ist kein Kinderspiel (Mother’s Day)
- 2016: Himmelskind (Miracles from Heaven)
- 2016: Voll verkatert (Nine Lives)
- 2016: Wakefield – Dein Leben ohne dich (Wakefield)
- 2017: Career Day mit Hindernissen (A Happening of Monumental Proportions)
- 2017: The Tribes of Palos Verdes
- 2018: Love, Simon
- 2018: Peppermint: Angel of Vengeance (Peppermint)
- 2018: Camping (Fernsehserie, acht Folgen)
- 2018–2019: Llama Llama (Fernsehserie, 25 Folgen, Stimme)
- 2019: Willkommen im Wunder Park (Wonder Park, Stimme)
- 2020: Home Movie – The Princess Bride (Fernsehserie, Folge 1x07 The Pit Of Despair)
- 2021: Yes Day (auch Produktion)
- 2022: The Adam Project
- 2022: Upload (Fernsehserie, Folge 2x07 Download, Stimme)
- 2023: Party Down (Fernsehserie, sechs Folgen)
- 2023: Beschütze sie (The Last Thing He Told Me, Fernsehserie, sieben Folgen, auch Produktion)
- 2023: Family Switch (auch Produktion)
- 2024: Deadpool & Wolverine

Garner wird vorwiegend von Dorette Hugo synchronisiert.

## Auszeichnungen (Auswahl)
- 2002: Golden Globe Award: Beste Serien-Hauptdarstellerin – Drama für Alias – Die Agentin
- 2002: Saturn Award: Beste Serien-Hauptdarstellerin für Alias – Die Agentin
- 2003: MTV Movie Award als Beste Newcomerin[6]

Nominierungen
- 2003, 2004: Saturn Award: Beste Serien-Hauptdarstellerin für Alias – Die Agentin
- 2002, 2003, 2004, 2005: Emmy: Beste Serien-Hauptdarstellerin – Drama für Alias – Die Agentin
- 2003, 2004, 2005: Golden Globe Award: Beste Serien-Hauptdarstellerin – Drama für Alias – Die Agentin
- 2003, 2004, 2005: Satellite Awards: Beste Serien-Hauptdarstellerin – Drama für Alias – Die Agentin
- 2019: Goldene Himbeere: Schlechteste Schauspielerin für Peppermint: Angel of Vengeance